# Lombard (Illinois)
Lombard – wieś w Stanach Zjednoczonych, w stanie Illinois, w hrabstwie DuPage.